# José María González Valencia
José María González Valencia (Pamplona, 25 de junio de 1840-Post.1918) fue un político, abogado, académico, diplomático, escritor y educador colombiano, miembro del Partido Conservador Colombiano.
Fue profesor de Derecho de la facultad de jurisprudencia del Colegio Mayor del Rosario, en Bogotá; y llegó a convertirse en rector de ésta universidad en enero de 1899.
En la política ocupó varios cargos importantes como Senador de la República, Consejero de Estado, y embajador de Colombia ante El Vaticano. Fue el primer ministro de justicia de la historia de Colombia, ya que su cargo fue creado en 1890 por el entonces presidente Carlos Holguín.

## Biografía
José María González nació en Pamplona, República de la Nueva Granada, el 25 de junio de 1840, en el seno de una familia de clase media proveniente de la región de los Santanderes.
González obtuvo su título de bachiller en el colegio Pío IX de Pamplona, de donde se doctoró en Derecho. González inició su carrera política a finales del siglo XIX, a nombre del Partido Conservador, al que también pertenecía uno de sus hermanos. 

### Gobiernos conservadores (1890-1913)
El gobierno de Carlos Holguín Mallarino lo nombró Ministro de Gobierno, entre el 8 de agosto de 1890 y el 3 de enero de 1891, y casi simultáneamente fue nombrado Ministro de Justicia, entre el 15 de octubre de 1890 al 11 de mayo de 1891, siendo el primero en el cargo en la historia del país. Entre sus primeras y nuevas funciones como ministro de Justicia, González debía dirigir el acceso a la justicia, el sistema carcelario, las relaciones Iglesia-estado, la legislación y la contabilidad.
En enero de 1899, González fue elegido rector de la Universidad del Rosario, y meses después, durante el gobierno de Manuel Antonio Sanclemente, en el auge de la Guerra de los Mil Días, se desempeñó por poco tiempo como Ministro de Hacienda desde el 28 de mayo de 1900, hasta el derrocamiento de Sanclemente, el 31 de julio del mismo año.
Años después fungió como ministro de instrucción pública durante el breve gobierno de Jorge Holguín, entre el 10 de junio al 3 de agosto de 1909, hasta que su hermano Ramón asumió la presidencia. José María se alzó en armas intentando en vano el regreso de Holguín al gobierno y al final tuvo que aceptar la legitimidad de Ramón en la presidencia, quien había sido vicepresidente de Reyes entre 1904 y 1906. 
Se desempeñó como ministro de instrucción pública, del 17 de junio al 23 de noviembre y luego pasó a ser canciller para el gobierno de Carlos Eugenio Restrepo, entre el 23 de noviembre de 1911 al 10 de diciembre de 1912. En 1911 también fue elegido por el Congreso como Segundo Designado a la Presidencia para el período 1911-1913, siendo el primero en ocupar el cargo desde su abolición en 1885. 
Entre el 7 de agosto al 7 de octubre de 1918, es decir, por dos meses exactos, ocupó su último cargo público, siendo por tercera vez ministro de instrucción pública en el gobierno de  Marco Fidel Suárez. 

## Familia
José María era el hijo mayor del matrimonio de Rafael González Rodríguez y Susana Valencia Bautista. Era hermano de Ramón, Cecilia, María Antonia, Matilde, Víctor, Luis Eusebio, Gertrudis y Mariana González Valencia. 
Su hermano mayor, Ramón, fue un destacado militar y llegó a ser vicepresidente de Colombia durante el gobierno de Rafael Reyes, y luego fue nombrado presidente en 1909.

### Matrimonio
José María estuvo casado en dos ocasionesː La primera con Ana Josefa Concha Ferreira, hermana del político conservador José Vicente Concha, quien fue presidente del país entre 1914 y 1918; y tía del sacerdote Luis Concha Córdoba (hijo de José Vicente). Con Ana, José María tuvo a 7 hijosː Juan Ernesto, María Ignacia, José María, Julio, Paulina, Rafael y Josefina González Concha.
Su segunda esposa fue Tomasa Álvarez Moreno, con quien no tuvo descendencia.

## Obras
- Separación de Panamá de Colombia, extractos de las cartas dirigidas por José M. González Valencia, 1923.[14]
- Tratado de Separación
- Refutación de las declaraciones erróneas y concepciones erróneas del Sr. Roosevelt,